# The Song of Ceylon
The Song of Ceylon ist ein britischer Dokumentarfilm von Basil Wright aus dem Jahr 1934. Er befasst sich künstlerisch ambitioniert und mit dem Blick eines europäischen Betrachters mit dem Leben der Singhalesen in der britischen Kolonie Ceylon und gilt neben dem später entstandenen Night Mail als ästhetisch herausragendes Werk der britischen Dokumentarfilmbewegung.

## Inhalt
Der Film ist thematisch in vier Abschnitte unterteilt.

Der erste Teil – The Buddha – beginnt mit Kameraschwenks über Palmblätter und behandelt den Buddhismus in Ceylon. Pilger reisen zum Adam’s Peak, um dort den Fußabdruck Buddhas zu verehren.

Der zweite Teil – The Virgin Island – betrachtet die traditionelle Lebens- und Arbeitswelt der Singhalesen vor dem Hintergrund und im Einklang mit der tropischen Landschaft. Unter den gezeigten Arbeiten sind Fischen, Hausarbeit, Töpfern, Hausbau, Landwirtschaft und Tanzunterricht.

Im dritten Teil – The Voices of Commerce – wird der Einfluss der Moderne und die Industrialisierung Ceylons dargestellt. Zuggeräusche und Blicke von einem fahrenden Zug auf die Landschaft leiten zum Thema. Schwere Arbeiten werden mit Hilfe von Elefanten ausgeführt und Kokosnüsse für die Gewinnung von Kopra von Hand geerntet, doch moderne Telekommunikation hat Ceylon bereits erreicht. Teepreise auf dem Markt werden nun auf diese Weise gehandelt. Kommerzialisierte Teeproduktion, -ernte, -verarbeitung und Teehandel sind das Bild des modernen kolonialen Ceylon.

Mit einer Opfergabe an überlebensgroßen buddhistischen Statuen und einem rituellen Tanz der Einheimischen in festlicher Kleidung kommt der vierte Teil – The Apparel of a God – zur gelebten Religion und Kultur Ceylons zurück. Mit Kameraschwenks über Palmblätter endet der Film wie er begann.

## Hintergrund
Noch unter dem EMB geplant, wurde The Song of Ceylon nach der Übernahme der EMB Film Unit durch die GPO Film Unit mit Unterstützung des 1932 gegründeten Ceylon Tea Propaganda Board produziert, für dessen Publicityzwecke die Aufnahmen angefertigt werden sollten. Basil Wright drehte mit einem Kameraassistenten, drei Kameras und zwei Stativen.
Die deskriptive Erzählung im Film stammt aus Robert Knox’ Reisebericht A Historical Relation of Ceylon aus dem Jahr 1680. Der Soundtrack entstand separat im Tonstudio, da die technischen Bedingungen eine gleichzeitige Bild-und-Tonaufnahme nicht zuließen. Der Komponist Leigh experimentierte mit Unterstützung von Alberto Cavalcanti mit exotischen Klängen und – insbesondere im dritten Teil – mit dissonanten industriellen Geräuscheffekten.
Der Autor und Filmkritiker Graham Greene lobte den Film 1935 in einem Review der Zeitschrift The Spectator und hob dessen „methodische wie inhaltliche Sicherheit sowie die visuelle Metaphorik“ hervor. Einer amerikanischen Kritik in der Zeitschrift Variety im Jahr 1937 war er „etwas zu sehr auf Kunst gemacht“.

## Auszeichnungen
Beim International Film Festival Brussels 1935 wurde The Song of Ceylon als bester Dokumentarfilm und mit dem Prix du Gouvernement als bester Film aller Kategorien ausgezeichnet.